# Giraffada
Giraffada (Girafada) è un film del 2013 diretto da Rani Massalha.

## Trama
Yacine vive a Qalqilya, Cisgiordania, con suo figlio Ziad di dieci anni. Lavora come veterinario di uno zoo adiacente alla barriera di separazione israeliana al cui interno c'è una coppia di giraffe, Rita e Brownie, la vera e unica passione di suo figlio Ziad. Una fotoreporter, Laura Orsini, approda da loro dopo essere stata ferita durante uno scontro fra dimostranti e viene medicata da Yacine. Tra i due nasce un'amicizia e Laura decide di fermarsi per fare un reportage sullo zoo.
Un giorno, durante un attacco aereo israeliano, la giraffa maschio viene uccisa. Rita, la sua compagna, è così sconvolta che smette di mangiare e la sua sopravvivenza è a rischio. Yacine, visitandola, capisce che è incinta ma che si sta lasciando morire. L'unica soluzione è trovarle un altro compagno. Così Yacine chiede aiuto ad un veterinario ebreo di nome Yohav, con il quale era amico dai tempi della scuola. Insieme a Laura e Ziad, Yacine si reca nello zoo Ramat Gan Safari Park di Haifa, in Israele, dove lavora Yohav. Una volta arrivati, Yacine elabora un rocambolesco piano per rapire una giraffa maschio di nome Romeo e portarla da Rita in Cisgiordania.

## Produzione
Il film, prodotto da Mact Productions, Heimatfilm è Lumière & Co., è una co-produzione Francia, Germania, Italia e Palestina. La storia è liberamente ispirata ad eventi realmente accaduti nel 2002 a Qalqilya.

## Distribuzione
Il film fu presentato in anteprima mondiale nel 2013 al Toronto International Film Festival. In Italia, è stato proiettato nel 2014 al Bari International Film Festival. Uscì nelle sale italiane il 29 maggio 2014.

## Riconoscimenti
- 2013: Festival internazionale del cinema di Abu Dhabi – Candidatura alla Perla Nera come miglior film
- 2014: Buster International Children's Film Festival – Migliore sceneggiatura a Xavier Nemo
- 2014: Lucas International Children's Film Festival – Miglior attore esordiente a Ahmad Bayatra